# 格拉布山
48°36′12″N 23°18′23″E / 48.60333°N 23.30639°E
格拉布山是烏克蘭的山峰，位於該國西部外喀爾巴阡州，屬於烏克蘭喀爾巴阡山脈中波洛尼納博爾扎瓦山的一部分，海拔高度1,378米。